# World Grand Prix 1993
Il I World Grand Prix di pallavolo femminile si è svolto nel 1993. Dopo la fase a gironi, la fase finale, a cui si sono qualificate le prime sei squadre nazionali classificate nella fase a gironi, si è svolta dal 17 al 20 giugno a Hong Kong. La vittoria finale è andata per la prima volta a Cuba.

## Squadre partecipanti

### Asia
- Cina
- Giappone
- Corea del Sud

### Europa
- Germania
- Russia

### America
- Brasile
- Cuba
- Stati Uniti

## Fase finale

### Squadre qualificate
- Brasile
- Cina
- Corea del Sud
- Cuba
- Giappone
- Russia

### Gironi
| Girone A              | Girone B                  |
| --------------------- | ------------------------- |
| Brasile Cuba Giappone | Cina Corea del Sud Russia |

## Classifica finale
| Classifica | Squadre       |
| ---------- | ------------- |
|            | Cuba          |
|            | Cina          |
|            | Russia        |
| 4          | Brasile       |
| 5          | Corea del Sud |
| 6          | Giappone      |
| 7          | Stati Uniti   |
| 8          | Germania      |